# Rheinauhafen

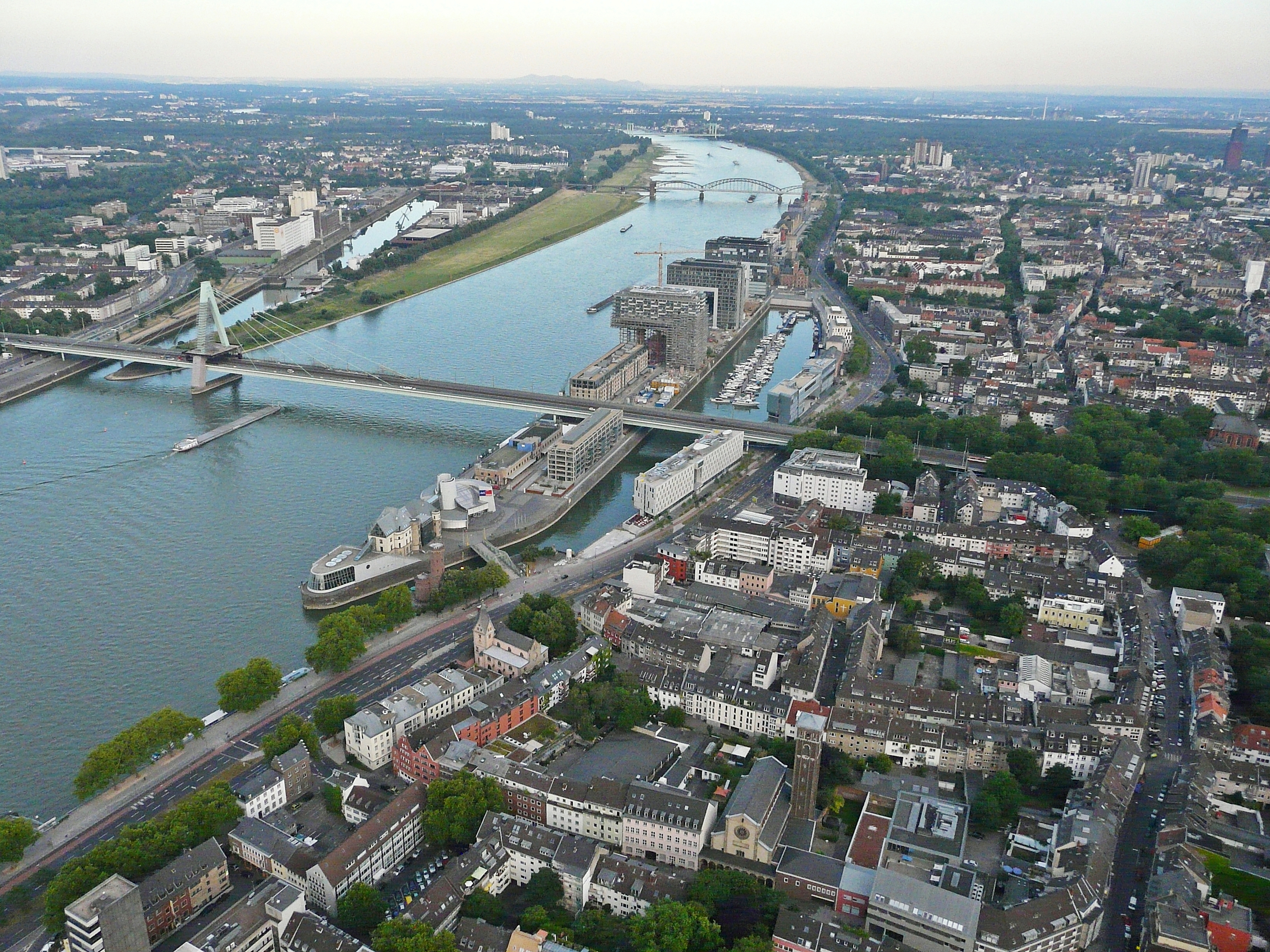
Vue aérienne du Rheinauhafen.

Rheinauhafen est un quartier de Cologne de 15,4 hectares ayant subi un renouvellement urbain important au début du XXIe siècle. Comme son nom l'indique, c'est un ancien port situé sur les rives du Rhin. Il accueille notamment le musée du chocolat de Cologne.